# 小行星30778
小行星30778（30778 Döblin）是一颗绕太阳运转的小行星，为主小行星带小行星。该小行星于1987年9月29日发现。

## 轨道参数
小行星30778的轨道半长轴为2.7144612 UA，离心率为0.098。